# Filovia Rimini-Riccione
La filovia Rimini-Riccione è una linea filoviaria intercomunale che collega il centro di Rimini alle terme di Riccione.
È indicata dalla società esercente, la Start Romagna, come linea 11 del bacino di Rimini.

## Storia
La linea, che sostituiva una tranvia elettrica, fu istituita il 1º luglio 1939 con i piccoli filobus Fiat 635F e 656F CGE e affidata alla SITA di Firenze, gestione di Rimini, fino al 1959.
Classificata come linea 11, passò dal 1960 all'ATAM di Rimini. Durante tale gestione la tratta Rimini-Miramare era numerata come linea 10. In località Miramare, il bifilare che consentiva al filobus l'inversione di marcia è stato smontato per la costruzione di una rotatoria. La linea prevede anelli di ritorno sulla rotatoria suddetta (Miramare Talassoterapico) e a Riccione Piazzale Giardini; è stato smantellato il sezionamento di Miramare, unico nel suo genere con indicatori luminosi rotanti quali spie di disservizio sulla linea.
Tutte le sottostazioni, escluso la nuova Riccione Abissinia, erano in passato equipaggiate con raddrizzatori a vapore di mercurio polianodici. I vecchi stabili, adibiti a cabine di conversione con camino centrale per il raffreddamento del mutatore, sono tutte allo stato solido con armadi di dimensioni ridotte e basso smaltimento termico.
Nel 1992 l'ATAM si trasformò in Trasporti Riuniti Area Metropolitana (TRAM), che a sua volta, nel 2001, divenne TRAM Servizi.
Fino al 2 novembre 1998 il capolinea di Rimini della linea 11 si trovava in piazza Tre Martiri. Da quella data, in seguito alla pedonalizzazione della stessa, esso fu trasferito in piazzale San Girolamo, lungo via Dante Alighieri.
Dal 1º agosto 2001 il capolinea di Riccione, prima situato in piazzale Giardini, fu spostato nella zona di Riccione Terme, in piazzale Marinai d'Italia, mentre le corse limitate a piazzale Eugenio Curiel furono indicate come 11 barrato (11/).
Nel 2009 fu rinnovato il parco: il 14 settembre terminò l'esercizio per i filobus Volvo B59 Mauri, in quanto l'Ufficio speciale trasporti a impianti fissi (USTIF) ne revocò la circolabilità. A partire dal giorno seguente la filovia fu temporaneamente esercita con autobus e autosnodati alimentati a gasolio. Per permettere la circolazione dei nuovi filosnodati VanHool AG300T, che presero servizio sulla linea solo nel giugno dell'anno seguente, fu necessario eseguire dei lavori presso il sottopasso di viale Rodi. I nuovi filobus furono acquistati inizialmente in cinque esemplari, il primo dei quali fu consegnato nel giugno 2009 e svolse le prove in linea nelle settimane successive.
Sempre a partire dal 15 settembre 2009, a causa dell'impossibilità di far eseguire l'inversione di marcia agli autosnodati e ai nuovi filosnodati nello stretto spazio di piazzale San Girolamo, il capolinea fu spostato nel vicino largo Antonio Gramsci. Tuttavia, il bifilare non fu prolungato, per cui i nuovi filosnodati coprirono il tratto che divideva il nuovo capolinea dal vecchio in marcia autonoma, ovvero utilizzando il motore diesel.
Il 1º giugno 2011 fu chiuso l'itinerario via Aponia-largo Antonio Gramsci, per cui il capolinea fu attestato presso via Dante Alighieri.
Il 1º gennaio 2012 Tram Servizi fu incorporata nella nuova società Start Romagna che subentrò quindi nella gestione della filovia.

## Caratteristiche
La filovia, lunga oltre 12 km, riveste un ruolo di collegamento tra il centro di Rimini, il suo litorale sud e la città di Riccione.
La linea 11 è considerata dall'Agenzia per la Mobilità di Rimini come "linea di costa" e presenta un percorso urbano, a tariffa ordinaria, tra Rimini e Miramare e uno intercomunale, con biglietto maggiorato, tra Rimini e Riccione.
È alimentata dalle seguenti sottostazioni di conversione: Centro (Cappellini nell'ex area deposito ATAM, ora parcheggio), Bellariva, Riccione Alba, Riccione Abissinia. La catenaria bifilare è di tipo rigido con mensole reggicavo nel tratto da Riccione Terme a Riccione in piazzale Eugenio Curiel; da quel punto in poi, dopo l'anello di inversione, la catenaria è di tipo flottante, con pendini snodati tipo svizzero, tali da eliminare contraccolpi sulle aste. Nel suddetto piazzale è installato uno scambio automatizzato con telecomando a infrarossi.

Mappa della rete filoviaria Rimini-Riccione

## Parco mezzi
Gli storici filobus Volvo B59 Mauri furono accantonati nel settembre del 2009. L'anno seguente furono acquistati cinque filosnodati VanHool AG300T, immatricolati nella serie 6501...6505, che entrarono in servizio in giugno. Con il passaggio a Start Romagna, nel 2012, furono reimmatricolati nella serie 36501...36505.
Nell'agosto 2012 fu consegnato un sesto filosnodato, immatricolato come 36506, facente parte dell'opzione d'acquisto per due esemplari contrattata da Tram Servizi con l'azienda belga nel 2010.